# 제인 트르카
제인 트리카(Jayne Trcka, 영어 발음: /triˈkə/, 1963년 2월 27일 ~ )는 미국의 보디빌더, 피트니스 모델, 배우이다.
세인트폴에서 태어났다.

## 영화
- 더 배드 배치 (2016년)
- 누디티 리콰이어드  (2003년)
- 무서운 영화 (2000년)